# José Palop Gómez
José Palop Gómez, alias Palop (Enguera, Valencia, 28 de agosto de 1922-Valencia, 27 de septiembre de 1993), fue un historietista español. Constituye una de las más importantes figuras de la Escuela Valenciana de historieta cómica, junto a Karpa, Liceras o Sanchis. 

## Biografía
Fue alumno de la Escuela de Artes y Oficios de Valencia, se especializó en el dibujo de historietas cómicas. Colaboró en El Peque (suplemento infantil del diario Jornada de Valencia) entre 1942 y 1944, y más tarde en diversas publicaciones infantiles de Madrid, Barcelona y Valencia.
En 1946 creó para la revista juvenil de la Editorial Valenciana Jaimito la serie que le dio mayor popularidad y que mantuvo viva durante la mayor parte de su carrera, Bartolo, as de los vagos. Para esta revista creó también las series Robertín, niño millonario, Robinson Pérez, Sherlock Pómez, Invisible Man y Los hunos y los otros. Para Pumby, revista hermana de Jaimito, Palop ideó también Payasete y Fu-Chi-Nin, Biki, Gafitas, Tarzanete y Bombón y Becerrín y Monucho. En "Trampolín" desarrolló El conde Pepe.
Tras el cierre de la Editorial Valenciana, trabajó para la Editorial Aramo en la realización de Nuestra historia en cómics, una obra que narraba en siete volúmenes la historia de la Comunidad Valenciana. Preparaba una muestra de sus dibujos para la Casa de Cultura de Játiva cuando falleció inesperadamente de una hemorragia cerebral a la edad de 71 años.
En 2018 con motivo del 25 aniversario de su fallecimiento, la localidad de Enguera organizó una exposición conmemorativa  en el Museo Arqueológico Municipal de Enguera en la que se podía ver una muestra de sus trabajos realizados tanto en su etapa de estudiante, como historietas en la Editorial Valenciana y la Revista Enguera de las fiestas patronales y láminas de humor.  
En 2022, con motivo del centenario de su nacimiento, la Falla El Trampot le dedica la falla plantada por la comisión que es obra del artista fallero local,  Matias Almela y donde se podía ver la figura de Palop rodeado de sus personajes más emblemáticos.

## Obra
| Años | Título                       | Publicación |
| ---- | ---------------------------- | ----------- |
| 1950 | Robertín, el niño millonario | Jaimito     |
| 1950 | Bartolo, as de los vagos     | Jaimito     |
| 1951 | El Conde Pepe                | Trampolín   |
| 1955 | Becerrín y Monucho           | Pumby       |
| 1956 | Don Pirulí                   | Jaimito     |
| 1956 | Robinsón Pérez               | Jaimito     |
| 1959 | Payasete y Fu-Chinín         | Pumby       |
| 1960 | El abuelito                  | Jaimito     |
| 1962 | Sherlock Pómez               | Jaimito     |
| 1967 | Invisible Man                | Jaimito     |
| 1972 | Tarzanete                    | Pumby       |